# Transversal (Zeitschrift)
transversal: Zeitschrift für Jüdische Studien bzw. ab 2015: transversal. Journal for Jewish Studies ist eine österreichische kulturwissenschaftliche Zeitschrift zum Judentum. Schwerpunktmäßig geht es um den Zeitraum vom 19. bis zum 21. Jahrhundert. Sie wurde bis 2014 halbjährlich vom Centrum für Jüdische Studien (CJS) der Universität Graz herausgegeben und erschien als Print bis 2014 im Studienverlag in Innsbruck. Seitdem erscheint die Zeitschrift als Open-Access-Zeitschrift in englischer Sprache bei de Gruyter, mit Print-on-demand als zusätzlicher Option.
Mitglieder im redaktionellen Beirat waren 2014: Steven E. Aschheim, Alfred Bodenheimer, Petra Ernst, Judith Frishman,  Mark H. Gelber, Sander L. Gilman, Mary Gluck, Gerhard Langer, Michael A. Meyer, Yfaat Weiss,  Liliane Weissberg, Robert S. Wistrich, Ulrich Wyrwa, Jack Jacobs, David N. Myers, Victor Karady, Andras Kovacs und Joachim Schlör. Der Schwerpunkt wird auf historischen kulturellen Bezügen zwischen Juden und Nicht-Juden liegen.
Transversal unterliegt einem Peer-Review, ab 2015 als Double-blind review.
Die aktuelle Ausgabe erschien 2016.